# アル・プラザ栗東
アル・プラザ栗東（アルプラザりっとう）は、滋賀県栗東市に所在する平和堂運営のショッピングセンターである。

## 概要
JR栗東駅前に所在し、ペデストリアンデッキによって駅と直結されている。総合スーパーのほか、約30店舗の専門店街から構成されている。建物は地上5階建てで、1階から3階までが売場、4階と5階、そして屋上が駐車場である。平面駐車場は存在しない。
もとはマイカルによって、1998年（平成10年）3月20日に栗東サティとして開業した。しかし、マイカルが経営破綻した影響を受けて2002年（平成14年）に閉鎖を決定し、なお、翌年2月28日に閉鎖された。2月24日の時点で既に平和堂が建物を引き継ぐことを決定していた。
サティの閉店後、翌日の3月1日から平和堂への改装工事を開始した。改装期間がわずか1ヵ月だったため、エレベーターやエスカレーター、フロアガイド、自動ドア、トイレ、非常口灯などは交換せず全てサティ時代のものを使用することとなった。改装工事を経て、4月25日にアル・プラザ栗東として開業した。しかし、テナントの誘致が遅れたため1階と2階のみの営業となり、3階のオープンは6月となった。なお、3階は兼松都市開発が管理することとなった。

## 沿革
- 1998年（平成10年）3月20日 - 栗東サティが開業[3]。
- 2002年（平成14年） - マイカル（現在はイオンリテール）破綻などの影響により、閉店が決定[4]。
- 2003年（平成15年）
  - 2月28日 - 栗東サティが閉店。同時に平和堂が後継に決定[5]。
  - 3月1日 - 平和堂への改装工事を開始。
  - 4月25日 - アル・プラザ栗東が開業[2]（1階と2階のみ）。
  - 6月 - 3階が開業。
- 2008年（平成20年）8月 - 立体駐車場のスロープを改修。

## 主なテナント
- マクドナルド
- 肉のげんさん
- ホルン（ベーカリー）
- 平和書店
- ダイソー・THREEPPY[6]

- 西松屋
- 保険テラス
- 買取大吉
- セイハ英語学院
- 講談社すこやか教室

## フロア構成
| 階   | フロア概要                               |
| ---- | ---------------------------------------- |
| 屋上 | 屋上駐車場                               |
| 5階  | 屋内駐車場                               |
| 4階  | 屋内駐車場                               |
| 3階  | 暮らしの専門店とカルチャーのフロア       |
| 2階  | ファッションとキッズとアミューズのフロア |
| 1階  | 食料品と暮らしと飲食のフロア             |

## 交通アクセス
- JR琵琶湖線（東海道本線）栗東駅下車、徒歩2分[7]。

## 備考
- 兼松都市開発所有の関係かどうかは定かでないが、通常のサティとは僅かに仕様が異なっている。
- 駐車場はサティ時代同様、有料となっている（日本パーキング運営）。過去には無料となっていた時期があった[注 1]。